# Anthems for the Damned
Anthems for the Damned é o quarto álbum de estúdio da banda Filter, lançado a 13 de Maio de 2008.
É o primeiro álbum pela gravadora Pulse Recording, depois de abandonarem a Reprise Records. O disco vendeu 13 mil cópias na primeira semana e estreou no nº 60 da Billboard 200.

## Faixas
Todas as faixas por Richard Patrick, exceto onde anotado.
1. "Soldiers of Misfortune" - 4:25
2. "What's Next" (Patrick, John 5) - 3:34
3. "The Wake" (Patrick, Luke Walker) - 3:56
4. "Cold (Anthem for the Damned)" - 3:45
5. "Hatred Is Contagious" - 4:25
6. "Lie After Lie" - 3:45
7. "Kill the Day" - 3:31
8. "The Take" (Patrick, John 5) - 3:16
9. "I Keep Flowers Around" - 4:27
10. "In Dreams" - 3:51
11. "Only You" - 4:40
12. "Can Stop This" (Patrick, Rae DiLeo) - 5:55

| Críticas profissionais                                                      | Críticas profissionais |
| Avaliações da crítica                                                       | Avaliações da crítica  |
| Fonte                                                                       | Avaliação              |
| --------------------------------------------------------------------------- | ---------------------- |
| allmusic                                                                    | [ 4 ]                  |
| About.com                                                                   | [ 5 ]                  |
| ARTISTdirect                                                                | [ 6 ]                  |
| Blogcritics                                                                 | [ 7 ]                  |
| Metal Storm                                                                 | (Positivo)             |
| Metromix                                                                    | [ 9 ]                  |
| ReGen magazine                                                              | [ 10 ]                 |
| Esta tabela precisa de ser acompanhada por texto em prosa. Consulte o guia. |                        |

## Paradas
Álbum
| Parada (2008)          | Posição |
| ---------------------- | ------- |
| Billboard 200          | 60      |
| Top Independent Albums | 5       |

Singles
| Ano                        | Single                   | Posição | Posição  | Posição |
| Ano                        | Single                   | US      | US Main. | US Mod. |
| -------------------------- | ------------------------ | ------- | -------- | ------- |
| 2008                       | "Soldiers of Misfortune" | —       | 27       | —       |
| 2008                       | "What's Next"            | —       | —        | —       |
| "—" não chegou às tabelas. |                          |         |          |         |